# Protocalliphora shinanoensis
Protocalliphora shinanoensis är en tvåvingeart som beskrevs av Hiromu Kurahashi 1993. Protocalliphora shinanoensis ingår i släktet Protocalliphora och familjen spyflugor. Inga underarter finns listade i Catalogue of Life.